# Ciekoń
Ciekoń – potok górski, lewy dopływ Kamiennej o długości 3,2 km.
Potok płynie w Sudetach Zachodnich w Górach Izerskich w woj. dolnośląskim. Wypływa z małego bagna położonego na wysokości około 1010 m n.p.m. na południowo-wschodnim zboczu Wysokiej Kopy, najwyższego wzniesienia w Górach Izerskich. Potok spływa po granicie i jego zwietrzelinie niewielką doliną wyciętą w stromym, zalesionym zboczu w kierunku południowo-wschodnim. Uchodzi do Kamiennej na wysokości 835 m n.p.m. w okolicy skałki "Waloński Kamień" około 2,2 km na północny wschód od Jakuszyc. Obszar zlewni potoku porośnięty jest górnoreglowymi lasami świerkowymi, częściowo zniszczonymi i odnowionymi. Zasadniczy kierunek biegu potoku jest południowo-wschodni. Jest to potok górski zbierający wody z południowo-wschodniego zbocza Wysokiej Kopy i południowego zbocza Izerskiego Garbu i Zawliska. Potok na całej długości swojego biegu płynie dziko. Jego dopływem jest Ciekoniek i kilka bezimiennych potoków górskich.
W dolnym biegu strumień przecina linia kolejowa nr 311 z Jeleniej Góry do Harrachova, tzw. Kolej Izerska. Wcześniej potok nosił nazwę Grosse Flinsbergzwiesel. Dawniej u ujścia stała skałka z wyrytym znakiem walońskim. Fragment skałki ze znakiem znajduje się obecnie w muzeum w Jeleniej Górze.